# Mołdawia na letnich igrzyskach olimpijskich
Mołdawia wystartowała we wszystkich letnich IO od igrzysk w Atlancie w 1996. Do 2016 roku była ona reprezentowana przez 131 sportowców (99 mężczyzn i 32 kobiety).

## Klasyfikacja medalowa
| Igrzyska            | Złoto | Srebro | Brąz | Razem |
| ------------------- | ----- | ------ | ---- | ----- |
| 1996 Atlanta        | 0     | 1      | 1    | 2     |
| 2000 Sydney         | 0     | 1      | 1    | 2     |
| 2004 Ateny          | 0     | 0      | 0    | 0     |
| 2008 Pekin          | 0     | 0      | 1    | 1     |
| 2012 Londyn         | 0     | 0      | 0    | 0     |
| 2016 Rio de Janeiro | 0     | 0      | 0    | 0     |
| 2020 Tokio          | 0     | 0      | 1    | 1     |
| 2024 Paryż          | 0     | 0      | 2    | 2     |
| Razem               | 0     | 2      | 6    | 8     |

### Według dyscyplin
| Dyscyplina  | Złoto | Srebro | Brąz | Razem |
| ----------- | ----- | ------ | ---- | ----- |
| Kajakarstwo | -     | 1      | 1    | 2     |
| Strzelectwo | -     | 1      | -    | 1     |
| Judo        | -     | -      | 2    | 2     |
| Boks        | -     | -      | 2    | 2     |
| Zapasy      | -     | -      | 1    | 1     |
| Razem       | 0     | 2      | 6    | 8     |